# Canale del Mare del Nord
Il canale del Mare del Nord (in olandese: Noordzeekanaal) è un canale artificiale dei Paesi Bassi tra l'IJ presso Amsterdam e il Mare del Nord presso IJmuiden. Fu costruito tra il 1865 e il 1876 per consentire al traffico marittimo di raggiungere il porto di Amsterdam. Il canale è lungo 21 chilometri, largo da 210 metri e profondo 15,1 metri. Questo canale artificiale termina ad Amsterdam nella baia chiusa dell'IJ, dalla quale parte un'altra importante via d'acqua, il canale Amsterdam-Reno.
Il drenaggio delle acque del canale verso il Mare del Nord avviene attraverso la Chiusa Spui a IJmuiden, aiutata dalla più grande stazione di pompaggio in Europa. Questo sistema è vitale per la gestione delle acque nei Paesi Bassi occidentali.

## Storia
Nel 1824, al fine di migliorare la connessione tra il porto di Amsterdam e il Mare del Nord, fu costruito il Canale dell'Olanda Settentrionale. Questa via d'acqua, lunga, stretta e tortuosa si rivelò presto inadeguata a gestire il crescente traffico. Solo qualche decennio dopo la sua realizzazione fu decisa la realizzazione di un nuovo canale utilizzando il tracciato più corto che separava Amsterdam dal mare.

Gli scavi iniziarono l'8 marzo 1865, presso le dune di Breesaap e andarono avanti fino al 1876. Il Canale del Mare del Nord fu costruito scavando un canale attraverso la baia dell'IJ. La costruzione di argini consentì il prosciugameto di parte del circostante IJ attraverso la creazione di alcuni polder. Da questa baia al mare fu scavato un altro canale dalle dune di Velsen. Per agevolare il drenaggio e l'ingresso degli affluenti dell'IJ, quali lo Spaarne, il Zaan, ed il Canale di Nauerna, furono scavati nove canali ausiliari (nominati canali ausiliari da "A" a "I").

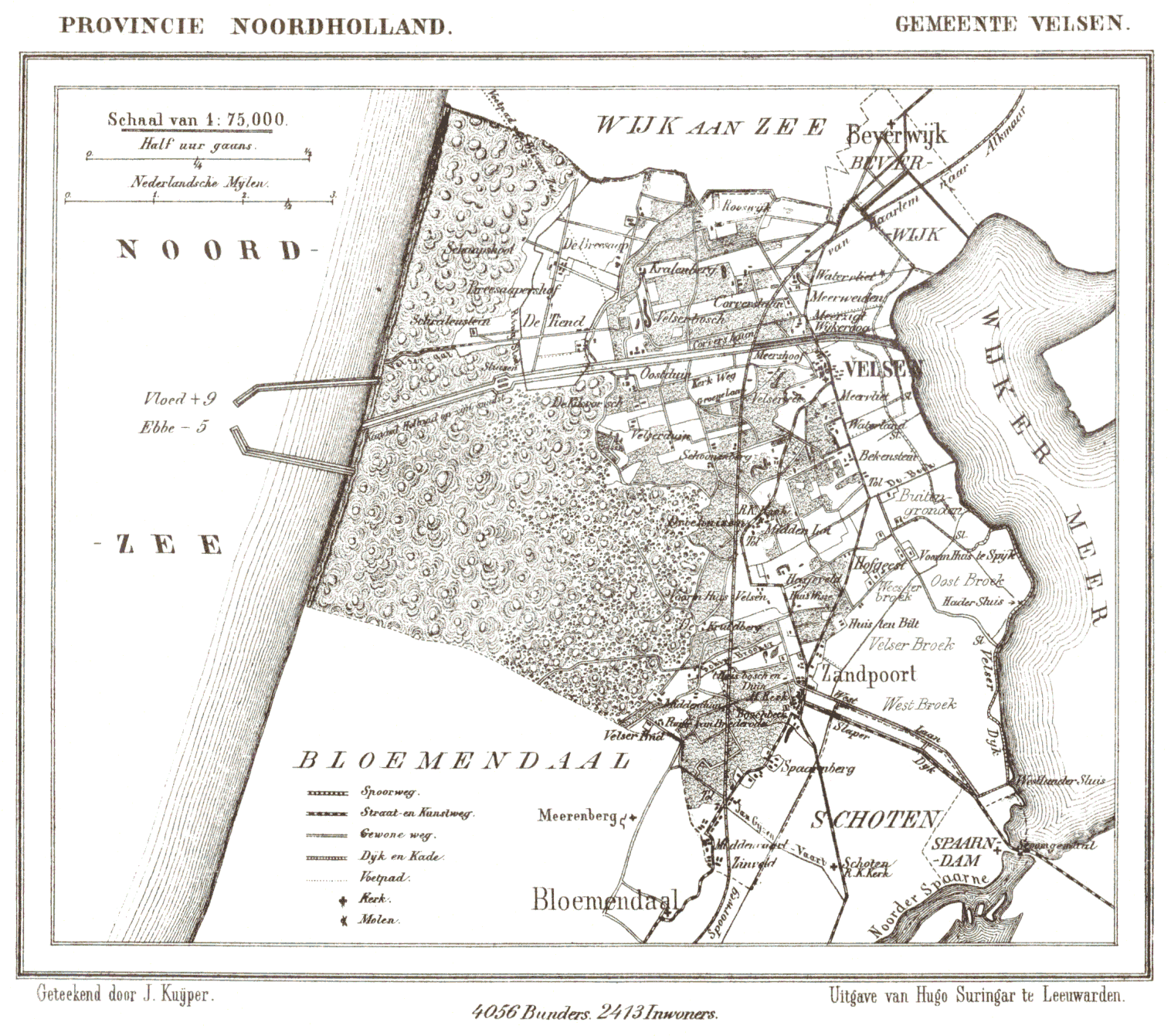
Mappa storica di Velsen che mostra la parte più ad ovest dell'IJ e la pianificazione del canale.

Una piccola serie di chiuse (Zuidersluis) furono costruite alla foce nel 1876 dove nacque la nuova città di IJmuiden (olandese per "bocca dell'IJ"). Nel 1896 furono costruite le Chiuse di Mezzo (Middensluis), seguite dalle Chiuse del Nord (Noordersluis) nel 1929, che all'epoca erano le più grandi chiuse d'Europa.
Nel punto più ad est del canale, ad est di Amsterdam, la Baia di IJ fu aperta al Mare del Sud fino al 1872, quando furono realizzate le Chiuse d'Orange (Oranjesluizen). Con il completamento di queste chiuse il Canale del Mare del Nord e la Baia di IJ non erano più aperte al mare e dunque poteva essere mantenuto uno specifico livello dell'acqua.
Il canale fu scavato con lavoro manuale. Gli operai vivevano in condizioni pietose, abitavano in capanne di rami, legno, terra e paglia nelle quali malattie, violenza, e abuso di alcol erano frequenti.
Il 1 novembre 1876, il Canale del Mare del Nord fu ufficialmente inaugurato dal Re Guglielmo III dei Paesi Bassi. Nel corso degli anni il canale fu allargato ed ampliato diverse volte.

## Canali Ausiliari
Il Canale del Mare del Nord e l'IJ hanno 10 canali ausiliari (in Olandese: Zijkanaal), che si collegano ai fiumi ed altri canali che prima della bonifica della Baia dell'IJ sfociavano in essa.

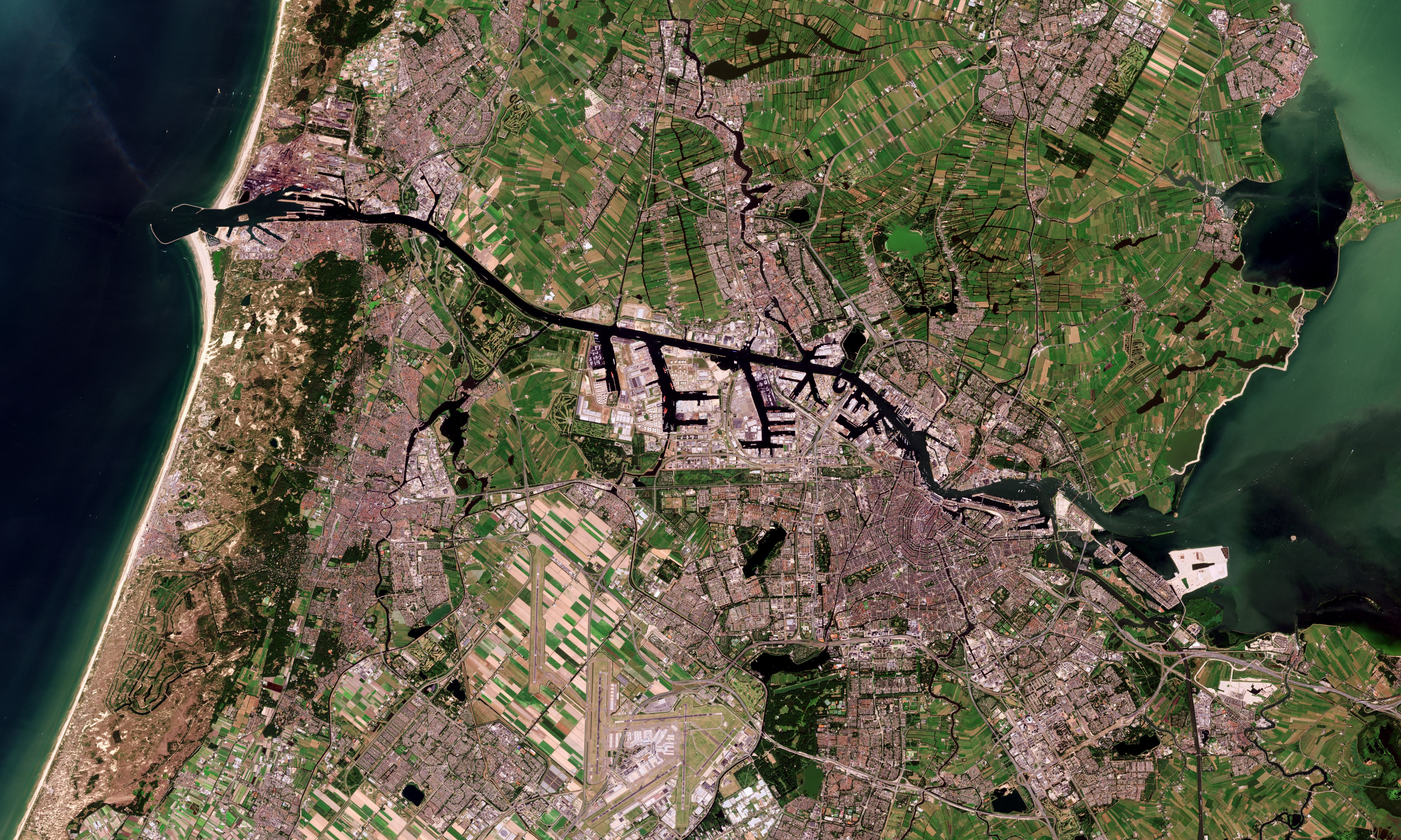
Foto satellitare del canale

- Zijkanaal A - collega il porto di Beverwijk al Canale del Mare del Nord, è anche un canale d'inondazione della Linea di Difesa di Amsterdam.
- Zijkanaal B - collegava Spaarndam al Canale del Mare del Nord, ma la città fu tagliata fuori a causa della costruzione dell'autostrada A9 negli anni sessanta. Ora è utilizzato per il canottaggio e l'ormeggio di case galleggianti.
- Zijkanaal C - collega il fiume Spaarne a Spaarndam al Canale del Mare del Nord a Buitenhuizen, ed è anche il canale di drenaggio principale dell'Autorità di Controllo degli Argini del Reno. L'autostrada A9 passa attraverso un ponte su questo canale.
- Zijkanaal D - collega il Canale di Nauerna al Canale del Mare del Nord.
- Zijkanaal E - un canale molto corto che collega il punto più a sud di Westzaan al Canale del Mare del Nord.
- Zijkanaal F - collegava Halfweg al Canale del Mare del Nord, ma è stato quasi completamente prosciugato. Ne rimane ancora una piccola parte che viene utilizzata come canale di drenaggio.
- Zijkanaal G - collega Zaandam ed il fiume Zaan al Canale del Mare del Nord.
- Zijkanaal H - collega il Canale di Barndegat al Canale del Mare del Nord.
- Zijkanaal I - collega il Zaan di Overtoom dell'Est alla Baia di IJ.
- Zijkanaal K - collega il porto di Nieuwendam alla Baia di IJ.

## Accesso
Imbarcazioni con uno scafo di oltre 14 metri dovrebbero passare per l'IJgeul.
Per proteggere l'accesso al canale furono costruiti alcuni moli in mare.
Nel 1957 il Laboratorio di Idraulica di Delft cominciò a studiare il miglior modo per proteggere l'accesso al canale. Il risultato furono due moli con una differenza di 500 m di lunghezza fra quello più a sud e quello più a nord. La lunghezza del molo più a nord dovrebbe essere compresa tra i 1500 m ed i 2500 m, quello più a sud invece di circa 3000 m. Questo per prevenire l'insabbiamento dell'ingresso al canale ed assicurarsi che le imbarcazioni soffrano di meno le correnti che spingono da sud a ovest e da nord a sud sulla costa.

## Chiuse

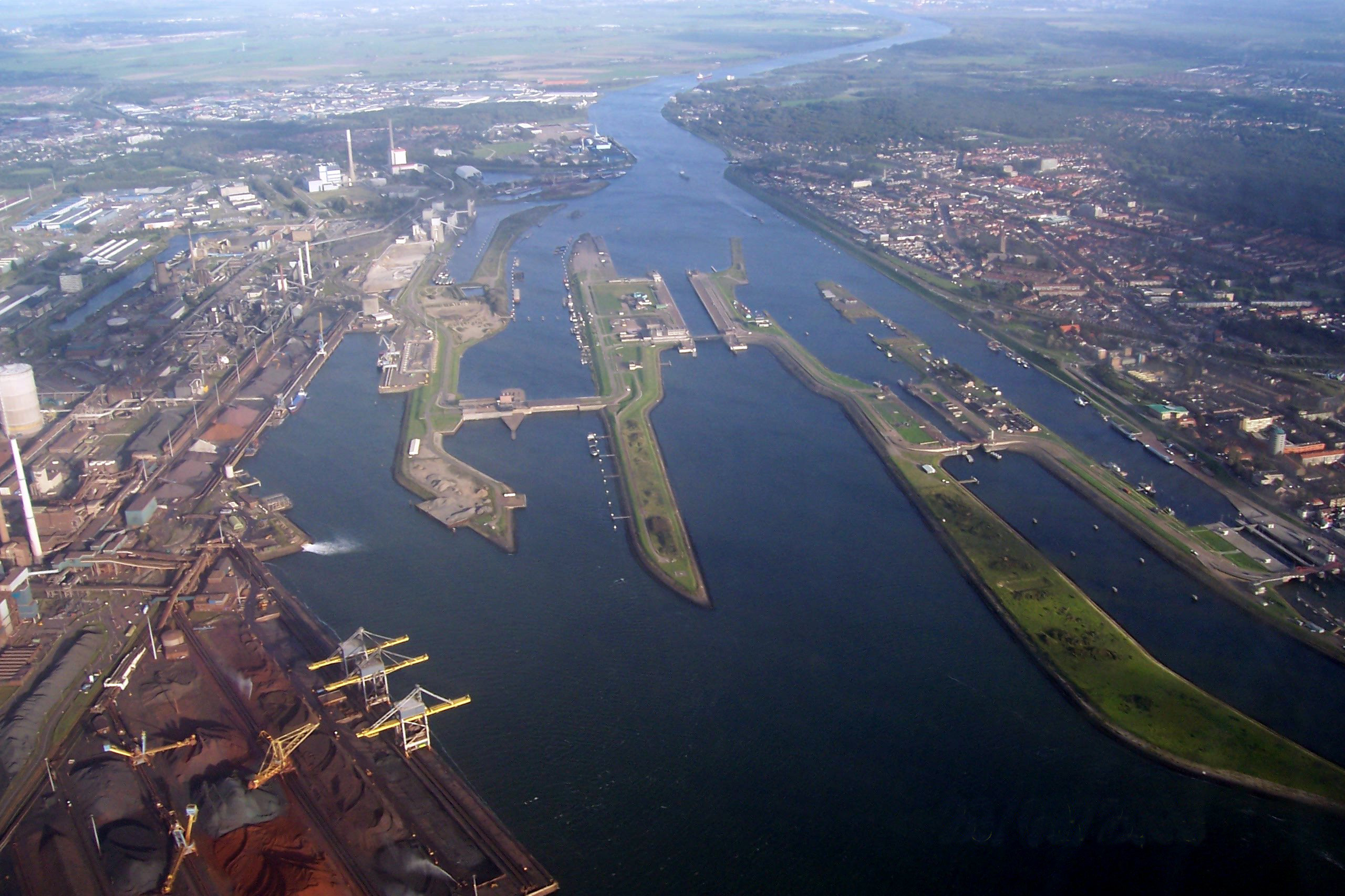
Foce e chiuse del Mare del Nord.

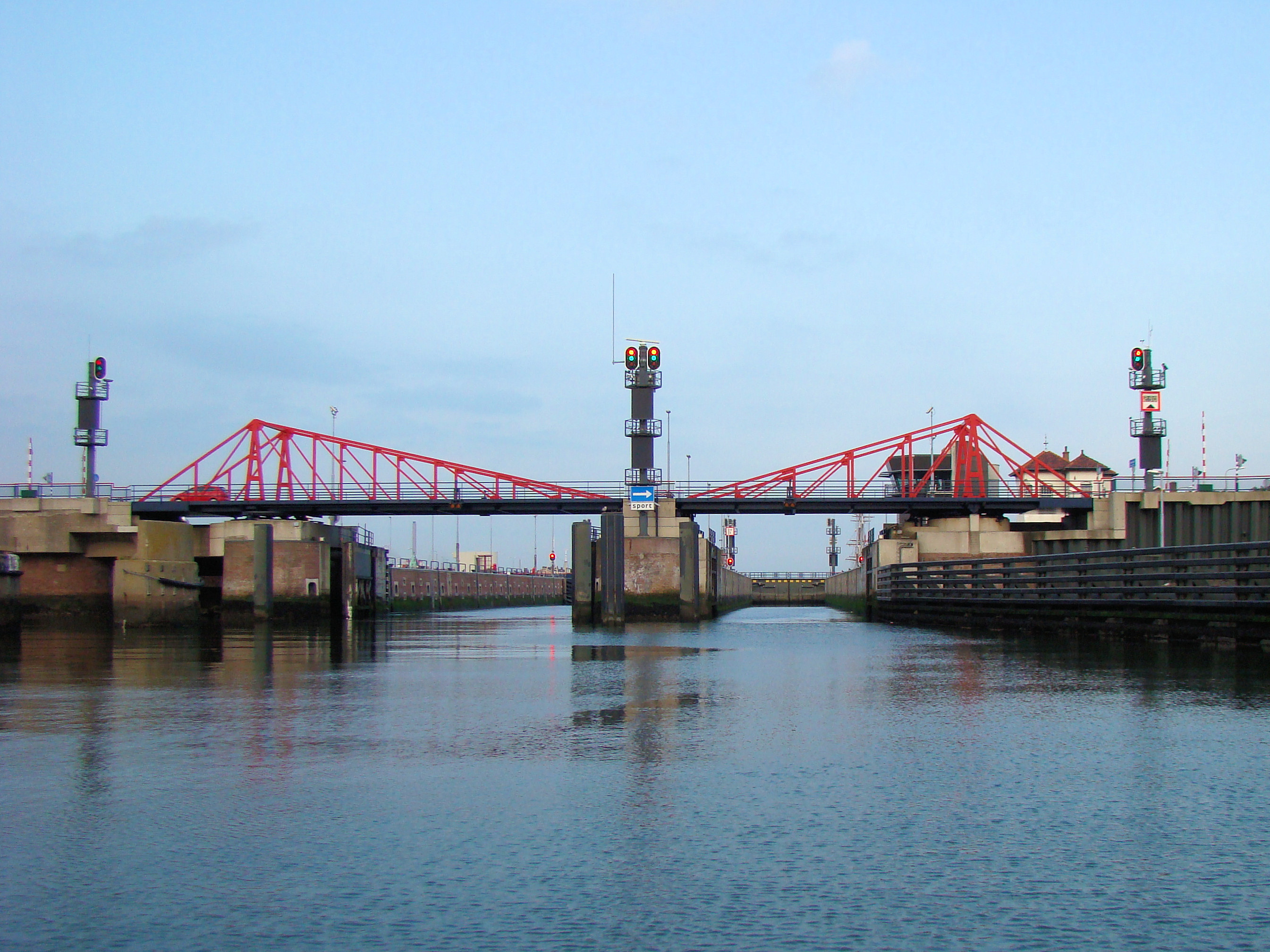
Ingresso alle Chiuse del Sud dal mare. Sono le più antiche del complesso ed il passaggio principale per barche da navigazione interna.

Ci sono quattro chiuse, di diversa grandezza alla foce del canale del Mare del Nord: All'inaugurazione del 1929 la chiusa del canale del nord era la più grande al mondo.
| nome    | completamento | dimensioni (Lung x Larg x Prof) in metri | dimensioni (Lung x Larg x Prof) in piedi |
| ------- | ------------- | ---------------------------------------- | ---------------------------------------- |
| Sud     | 1876          | 110 x 20 x 8                             | 360 x 65 x 26                            |
| Piccola | 1876          | 110 x 11 x 3.5                           | 360 x 36 x 11                            |
| Media   | 1896          | 225 x 25 x 10                            | 738 x 82 x 33                            |
| Nord    | 1929          | 400 x 50 x 15                            | 1312 x 164 x 49                          |

## Attraversamenti
Tunnel ferroviari (con la più vicina stazione sull'argine sud e su quello nord):
- tra la Stazione di Amsterdam Sloterdijk e la Stazione di Zaandam
- tra la Stazione di Driehuis e la Stazione di Beverwijk

Gallerie stradali, da est a ovest:
- Zeeburger Tunnel e Ponte di Zeeburger (parte della Rijksweg 10)
- IJ Tunnel
- Coen Tunnel (parte della Rijksweg 10)
- Wijker Tunnel (parte della Rijksweg 9)
- Velser Tunnel (parte della Rijksweg 22)

L'attraversamento più a ovest è la strada sulle chiuse. La strada dipende da quale chiusa è accessibile in quel momento.
Traghetti. Ad Amsterdam ve ne sono diversi sull'IJ; almeno uno è sempre attivo, ed opera 24 ore al giorno, ad utilizzo gratuito.